# Kris Lemche
Kris Lemche (Brampton, 1978 o 1979) è un attore canadese.

## Carriera
Lemche abbandonò gli studi universitari per trasferirsi sull'Isola del Principe Edoardo per lavorare alla serie della CBC Emily of New Moon. Il suo lavoro nello show gli è valso un Gemini Award.
Nel 2015 venne scelto per il ruolo del protagonista nell'episodio pilota del remake della serie Un salto nel buio, tuttavia l'episodio non venne mai trasmesso da nessuna rete televisiva.

## Filmografia parziale

### Cinema
- Teen Knight, regia di Phil Comeau (1998)
- eXistenZ, regia di David Cronenberg (1999)
- Johnny, regia di Carl Bessai (1999)
- Licantropia Evolution (Ginger Snaps), regia di John Fawcett (2000)
- Saint Jude, regia di John L'Ecuyer (2000)
- Compagnie pericolose (Knockaround Guys), regia di Brian Koppelman e David Levien (2001)
- My Little Eye, regia di Marc Evans (2002)
- A Simple Curve, regia di Aubrey Nealon (2005)
- Final Destination 3, regia di James Wong (2006)
- State's Evidence, regia di Benjamin Louis (2006)
- Rosencrantz and Guildenstern Are Undead, regia di Jordan Galland (2009)
- In Time, regia di Andrew Niccol (2011)
- Alter Egos, regia di Jordan Galland (2012)
- The Frankenstein Theory, regia di Andrew Weiner (2013)
- They're Watching, regia di Jay Lender (2016)

### Televisione
- Tucker e Becca, nemici per la pelle (Flash Forward) – serie TV, un episodio (1996)
- Piccoli brividi (Goosebumps) – serie TV, un episodio (1996)
- Emily of New Moon – serie TV, 32 episodi (1998-2000)
- Nikita (La Femme Nikita) – serie TV, 5 episodi (1998-2000)
- Giovanna d'Arco (Joan of Arc) – serie TV, 2 episodi (1999)
- My Guide to Becoming a Rock Star – serie TV, 6 episodi (2002)
- The Division – serie TV, un episodio (2003)
- Joan of Arcadia – serie TV, 9 episodi (2003-2004)
- The Last Casino, regia di Pierre Gill – film TV (2004)
- Criminal Minds – serie TV, un episodio (2005)
- Psych – serie TV, un episodio (2007)
- Ghost Whisperer - Presenze (Ghost Whisperer) – serie TV, 3 episodi (2007)
- 24: Redemption, regia di Jon Cassar – film TV (2008)
- NCIS: Los Angeles – serie TV, un episodio (2009)
- CSI - Scena del crimine (CSI: Crime Scene Investigation) – serie TV, un episodio (2010)
- Flashpoint – serie TV, un episodio (2012)
- CSI: NY – serie TV, un episodio (2013)
- Haven – serie TV, 6 episodi (2013-2015)
- Agents of S.H.I.E.L.D. – serie TV, 2 episodi (2014)

## Doppiatori italiani
Nelle versioni in italiano delle opere in cui ha recitato, Kris Lemche è stato doppiato da:
- Andrea Mete in Psych, Ghost Whisperer - Presenze
- Simone D'Andrea in Piccoli brividi
- Luca Bottale in Bailey's Mistake
- Francesco Venditti in My Little Eye
- Fabrizio Manfredi in Joan of Arcadia
- Angelo Evangelista in Joan of Arcadia (ep. 2x01-02 e 2x11)
- Alessandro Tiberi in Criminal Minds
- Emiliano Coltorti in Final Destination 3
- Alessandro Rigotti in 24: Redemption
- Stefano Crescentini in NCIS: Los Angeles
- Giuliano Bonetto in CSI - Scena del crimine
- Edoardo Stoppacciaro in CSI: NY
- Marco Giansante in Agents of S.H.I.E.L.D.
- Gianluca Crisafi in Private Eyes